# Gerty Cori
Gerty Theresa Cori (rojena Radnitz), avstrijsko-ameriška biokemičarka judovskega rodu, nobelovka, * 15. avgust 1896, Praga, Avstro-Ogrska (danes Češka), † 26. oktober 1957, St. Louis, Missouri, Združene države Amerike.
Corijeva je znana predvsem po obsežnem delu na področju presnove ogljikovih hidratov, za kar je leta 1947 skupaj z možem Carlom Corijem in argentinskim fiziologom Bernardom Houssayjem kot prva ženska prejela Nobelovo nagrado za fiziologijo ali medicino.

## Življenje in delo
Rodila se je v premožni družini judovskih izobražencev kot najstarejša od treh sester. Do desetega leta se je šolala doma, odtlej pa v zasebni šoli v Pragi. Po zgledu strica pediatra je želela postati zdravnica. Kljub temu, da v tistih časih ni bilo v navadi da bi dekleta šla študirat in ji njeno dotedanje šolanje ni dalo dovolj podlage iz naravoslovja, je končala pripravljalno šolo in vpisala študij medicine na Karlovi univerzi v Pragi, kjer je bila ena redkih deklet v letniku. Tu je spoznala svojega bodočega moža, s katerim sta se hitro ujela. Leta 1920, ko se je vrnil s fronte, sta oba doktorirala, objavila skupni znanstveni članek in se na Dunaju poročila. V ta namen se je spreobrnila v katolištvo. Njeno zanimanje za presnovo ogljikovih hidratov je po izročilu izviralo od mame, ki je bila diabetik in naj bi ji nekoč rekla: »zdravnica si, najdi mi zdravilo«. Gerty je po tistem delala v pediatrični bolnišnici, a je bilo življenje v povojni Avstriji težavno. Zaradi pomanjkanja vitamina A se ji je razvila kseroftalmija, ki je izginila šele po vrnitvi v Prago, ko je spet bolje jedla. Dodatno težavo je predstavljalo njeno judovsko poreklo, saj je bil to čas vzpona nacionalsocializma in antisemitizma. Poskušala sta dobiti delo v ZDA da bi emigrirala, a to ni bilo takoj izvedljivo, zato sta bila pripravljena sprejeti celo službo zdravnikov pri nizozemski vladi na Javi.
Naposled, leta 1922 je Carl le dobil službo raziskovalca na Državnem inštitutu za preučevanje malignih bolezni (danes Spominski inštitut Roswell Park) v mestu Buffalo (New York), kamor mu je Gerty sledila pol leta kasneje kot asistentka patologinja; njuni raziskovalni poti se do konca njenega življenja nista več ločili. Se je pa dolgo časa soočala s spolno diskriminacijo in drugimi preprekami - imela je mnogo nižjo plačo in prepričevali so ju, da je »neameriško« če mož in žena delata skupaj, njo pa, da bo škodila moževi karieri če bo vztrajala pri sodelovanju z njim. Kljub temu nista obupala in sta pričela z enim najplodovitejših sodelovanj v znanosti sploh; čeprav je bil inštitut usmerjen v raziskave raka in radioterapije, je imel Carl zaradi ohlapnega vodstva veliko svobode, tako da sta se lahko posvečala svojemu osrednjemu zanimanju. V okrog 50 skupnih znanstvenih člankih v tem obdobju sta poročala o svojih odkritjih na področju presnove ogljikovih hidratov, predvsem njeno hormonalno uravnavanje na ravni organizma (nadaljnjih 11 je objavila Gerty samostojno). Njun prvi preboj je prišel z odkritjem t. i. Corijevega cikla pretvorbe glukoze v glikogen in obratno. Dokazala sta, da je mlečna kislina ključen vmesni člen v tem procesu, posrednik med glikogenom, ki nastane v mišicah, in glikogenom, ki se razgrajuje v jetrih. Leta 1928 je postala naturalizirana ameriška državljanka.
Leta 1931 sta odšla na Washingtonovo univerzo v St. Louisu, od koder je Carl nepričakovano dobil ponudbo za mesto predavatelja in vodje oddelka za farmakologijo kot Gasserjev naslednik. Kljub temu, da sta opravljala enakovredno delo, je imela ona bistveno nižji položaj asistentke in temu primerno nižjo plačo. Raziskave sta nadaljevala na izoliranih tkivih in odkrila produkt razgradnje glikogena, glukozo-1-fosfat (znan tudi kot »Corijev ester«) ter encim, ki katalizira njegovo sintezo - fosforilazo. Dokazala sta, da je produkt obrnjene reakcije glikogen, s čimer sta postala prva, ki jima je uspelo sintetizirati biološko makromolekulo in vitro, vendar je kasneje postalo jasno, da je samo stranski produkt, saj je lahko pretvorba med glukozo in mlečno kislino neposredna. Poleg tega sta se v tem času ukvarjala tudi z izolacijo fosforilaze s kristaliziranjem in preučevanjem njenih kemičnih lastnosti. Leta 1936 se jima je rodil sin Thomas. V 1940. letih sta raziskovala regulacijo presnove glukoze z insulinom, adrenalinom in drugimi hormoni, vendar jima mehanizma delovanja insulina ni uspelo razkriti. Gerty je šele leta 1943 zaradi pomanjkanja predavateljev, ki so odšli na fronto, dobila položaj predavateljice in do leta 1947 napredovala do naziva redne profesorice.
Njune uspehe je zasenčila Gertyjina neozdravljiva bolezen, ki se je razvila konec 1940. let. Prvi znaki mieloskleroze, motnje v delovanju kostnega mozga, ki povzroča anemijo, so se pokazali na smučanju poleti 1947. Za to boleznijo je trpela še naslednjih deset let, odvisna od rednih krvnih transfuzij, a je kljub temu nadaljevala z delom skoraj do konca. Umrla je na njunem domu v St. Louisu leta 1957.

## Priznanja
Leta 1947 sta z možem prejela polovico Nobelove nagrade za fiziologijo in medicino in v tem času tudi več priznanj različnih združenj biokemikov. Gerty je prejela tudi častne doktorate več univerz, med njimi Univerze Yale in Univerze Columbia. Takratni ameriški predsednik Harry S. Truman jo je imenoval za članico upravnega odbora Nacionalne znanstvene fundacije za dva mandata.
Po zakoncih Cori je češki astronom Antonín Mrkos poimenoval leta 1983 odkriti asteroid 6175 Cori, po Gerty Cori pa sta poimenovana tudi krater Cori na Luni in istoimenski krater na Veneri.